# Пикнометр

Пикнометр для газов

Пикнометр для твердых и сыпучих материалов (колба Рейшауэра)

Пикно́метр (от др.-греч. πυκνός — «плотный» и μετρέω — «измеряю») — физикохимический прибор, стеклянный сосуд специальной формы и определённой вместимости, применяемый для измерения плотности веществ, в газообразном, жидком и твёрдом состояниях. Предшественник современного пикнометра был изобретён Аль-Бируни в XI веке.

## Принцип действия
Измерение плотности пикнометром основано на взвешивании находящегося в нём вещества (обычно в жидком состоянии), заполняющего пикнометр до метки на горловине или до верхнего края капилляра, что соответствует номинальной вместимости пикнометра. Измерения объёма значительно упрощаются, если вместо одной метки у пикнометра имеется шкала. Очень удобен в работе пикнометр с боковой капиллярной трубкой, у которой пробкой служит тело термометра. Плотность твёрдых тел определяют, погружая их в пикнометр с жидкостью. Для измерения плотности газов применяют пикнометры специальной формы (шаровидные и др.).

## Основные достоинства
Основные достоинства пикнометрического метода определения плотности:
- высокая точность измерений (до 10−5 г/см³);
- возможность использования малых количеств вещества (0,5 — 100 см³);
- малая площадь свободной поверхности жидкости в пикнометре, что практически исключает испарение жидкости и поглощение влаги из воздуха;
- раздельное проведение операций термостатирования и последующего взвешивания.

## ГОСТ
В России виды и характеристики пикнометров регулируется ГОСТ 22524-77 "Пикнометры стеклянные. Технические условия".